# Sistema McCune-Reischauer
Il sistema di romanizzazione McCune-Reischauer è uno dei due sistemi più utilizzati di traslitterazione del coreano, insieme alla latinizzazione riveduta, che sostituì il McCune-Reischauer come sistema di latinizzazione ufficiale della Corea del Sud nell'anno 2000. In Corea del Nord si usa una versione locale del McCune-Reischauer come sistema di latinizzazione ufficiale.

## Storia
Questo sistema fu ideato nel 1937 da due americani, George M. McCune ed Edwin O. Reischauer, venendo pubblicato due anni più tardi; l'obiettivo non è quello di trascrivere l'hangŭl bensì quello di rappresentarne la pronuncia fonetica.
Questo sistema di latinizzazione è molto usato fuori della Corea. Una sua variante fu adottata come sistema ufficiale in Corea del Sud dal 1984 fino al 2000. Esiste un terzo sistema - la latinizzazione Yale, che è un sistema di trascrizione - ma è usato solo in letteratura accademica, specialmente in linguistica.
La latinizzazione McCune-Reischauer risulta abbastanza complicata da usare, a causa dell'abbondanza di tildi e segni diacritici (come ad esempio ŏ, ŭ). Il principale inconveniente di questi caratteri è la loro difficoltà al momento di utilizzarli in ambito informatico. Questa infatti è una delle ragioni per cui le autorità sudcoreane svilupparono la latinizzazione riveduta, che ricorre solo a caratteri alfabetici.
Ciononostante, la latinizzazione McCune-Reischauer è molto più naturale per i parlanti italiani, perché riflette una forma molto più simile alla pronuncia dei caratteri coreani.

## Aspetti generali
Il sistema McCune-Reischauer è - secondo molti - il più semplice ed affine per i parlanti occidentali. Ad esempio, il coreano non ha distinzione fonologica fra consonanti sonore e sorde, ma esiste distinzione fonetica. Le consonanti aspirate come p', k' e t' si distinguono con un apostrofo da quelle non aspirate, il che risulta abbastanza intuitivo per gli occidentali. L'apostrofo si adopera anche per distinguere la trascrizione di ᆫᄀ (rispettivamente caratteri n e g) e ᄋ (carattere ng quando va in fine di sillaba): 잔금 → chan'gŭm opposto a 장음 → changŭm).
Il sistema McCune-Reischauer viene però anche criticato, per il fatto che gli utenti casuali di solito omettono il segno di breve sulla o nella trascrizione di 어 e sulla u per la trascrizione di 으, in quanto scrivere o e u senza le brevi è molto più semplice che aggiungerle (soprattutto perché le tastiere dei comuni elaboratori mancano di questo accento). Questo ovviamente può creare confusioni, poiché una o può provenire tanto dalla latinizzazione di 오 quanto da quella di 어, allo stesso modo in cui u può corrispondere a 우 o 으. Gli utenti casuali o inesperti di solito omettono anche gli apostrofi che differenziano le consonanti aspirate (ㅋ, ㅌ, ㅍ, e ㅊ) da quelle corrispondenti non aspirate (ㄱ, ㄷ, ㅂ, e ㅈ), il che può ugualmente indurre in confusione.
I difensori del sistema McCune-Reischauer, tuttavia, sostengono che un utente casuale che non ha familiarità con il coreano può avvicinarsi più facilmente alla pronuncia corretta dei nomi o parole coreane anche se hanno omesso gli accenti brevi e gli apostrofi.
Le frequenti omissioni di questi segni furono la ragione principale per cui il governo sudcoreano adottò il sistema di latinizzazione riveduta nell'anno 2000. I detrattori di quest'ultimo sistema sostengono d'altro canto che esso non può rappresentare fedelmente i suoni 어 e 으 in una forma riconoscibile, e che rappresenta scorrettamente le consonanti aspirate come se fossero realmente pronunciate.
Altro svantaggio del sistema McCune-Reischauer è che, a causa della frequente presenza di segni diacritici (accenti brevi e apostrofi), risulta complicato da usare in ambito informatico e può dar luogo ad incompatibilità o errori al momento di mostrare i testi. In ugual maniera risulta impossibile da usare quando si tratta di registrare domini di internet, dove si devono adoperare unicamente caratteri ASCII puri.
Malgrado l'adozione ufficiale del nuovo sistema di latinizzazione riveduta, molti membri della comunità di studenti coreana (sia fuori che dentro la Corea del Sud) così come le convenzioni geografiche e cartografiche internazionali, continuano generalmente ad usare il sistema McCune-Reischauer o la latinizzazione Yale. Anche dentro la Corea del Sud, l'uso del nuovo sistema non è generalizzato, come accadde con la variante sudcoreana del sistema McCune-Reischauer che fu stabilita come sistema ufficiale fra il 1984/1988 ed il 2000.

## Guida alla latinizzazione
Questa è una guida semplificata del sistema McCune-Reischauer. È molto utile per la trascrizione di nomi, ma non serve per trascrivere molte parole coreane, a causa del fatto che parecchi dei caratteri hangŭl usati nella scrittura coreana variano la loro pronuncia a seconda della loro posizione nella parola. Ciononostante, alle orecchie di un parlante coreano, ogni carattere hangul ha unicamente una pronuncia, poiché per un parlante esperto la pronuncia di ognuno di questi caratteri si tende a scegliere automaticamente a seconda dei suoni tra i quali esso si trova.

### Vocali
- ㅏ a
- ㅑ ya
- ㅓ ŏ
- ㅕ yŏ
- ㅗ o
- ㅛ yo
- ㅜ u
- ㅠ yu
- ㅡ ŭ
- ㅣ i
- ㅘ wa
- ㅝ wŏ
- ㅐ ae
- ㅔ e (si trascrive come ë se va dopo ㅏ o ㅗ)
- ㅚ oe
- ㅟ wi
- ㅢ ŭi
- ㅙ wae
- ㅞ we
- ㅒ yae
- ㅖ ye

### Consonanti
|                   |       | Consonante iniziale della sillaba seguente | Consonante iniziale della sillaba seguente | Consonante iniziale della sillaba seguente | Consonante iniziale della sillaba seguente | Consonante iniziale della sillaba seguente | Consonante iniziale della sillaba seguente | Consonante iniziale della sillaba seguente | Consonante iniziale della sillaba seguente | Consonante iniziale della sillaba seguente | Consonante iniziale della sillaba seguente | Consonante iniziale della sillaba seguente | Consonante iniziale della sillaba seguente | Consonante iniziale della sillaba seguente | Consonante iniziale della sillaba seguente |
| ----------------- | ----- | ------------------------------------------ | ------------------------------------------ | ------------------------------------------ | ------------------------------------------ | ------------------------------------------ | ------------------------------------------ | ------------------------------------------ | ------------------------------------------ | ------------------------------------------ | ------------------------------------------ | ------------------------------------------ | ------------------------------------------ | ------------------------------------------ | ------------------------------------------ |
|                   |       | ㅇ (†)                                     | ㄱ K                                       | ㄴ N                                       | ㄷ T                                       | ㄹ (R)                                     | ㅁ M                                       | ㅂ P                                       | ㅅ S                                       | ㅈ CH                                      | ㅊ CH'                                     | ㅋ K'                                      | ㅌ T'                                      | ㅍ P'                                      | ㅎ H                                       |
| Consonante finale | ㅇ NG | NG                                         | NGG                                        | NGN                                        | NGD                                        | NGN                                        | NGM                                        | NGB                                        | NGS                                        | NGJ                                        | NGCH'                                      | NGK'                                       | NGT'                                       | NGP'                                       | NGH                                        |
| Consonante finale | ㄱ K  | G                                          | KK                                         | NGN                                        | KT                                         | NGN                                        | NGM                                        | KP                                         | KS                                         | KCH                                        | KCH'                                       | KK'                                        | KT'                                        | KP'                                        | KH                                         |
| Consonante finale | ㄴ N  | N                                          | N'G                                        | NN                                         | ND                                         | LL                                         | NM                                         | NB                                         | NS                                         | NJ                                         | NCH'                                       | NK'                                        | NT'                                        | NP'                                        | NH                                         |
| Consonante finale | ㄹ L  | R                                          | LG                                         | LL                                         | LT                                         | LL                                         | LM                                         | LB                                         | LS                                         | LCH                                        | LCH'                                       | LK'                                        | LT'                                        | LP'                                        | RH                                         |
| Consonante finale | ㅁ M  | M                                          | MG                                         | MN                                         | MD                                         | MN                                         | MM                                         | MB                                         | MS                                         | MJ                                         | MCH'                                       | MK'                                        | MT'                                        | MP'                                        | MH                                         |
| Consonante finale | ㅂ P  | B                                          | PK                                         | MN                                         | PT                                         | MN                                         | MM                                         | PP                                         | PS                                         | PCH                                        | PCH'                                       | PK'                                        | PT'                                        | PP'                                        | PH                                         |

† La consonante ㅇ come iniziale di una sillaba indica assenza di suono davanti ad una vocale.
Fondamentalmente, quando si deve decidere se usare g o k (entrambe corrispondenti al carattere ㄱ), b o p (carattere ㅂ), d o t (carattere ㄷ) e j o ch (carattere ㅊ), si usa g, b, d o j se è una consonante sonora, e k, p, t o ch se non lo è.  Questo tipo di pronuncia ha la precedenza sulle regole della tabella di cui sopra.

### Esempi
Esempi semplici:
- 부산 pusan
- 못하다 mothada
- 먹다 mŏkta
- 먹었다 mŏgŏtta

Esempi di trascrizione con adattamento:
- 연락 yŏllak
- 한국말 han'gungmal
- 먹는군요 mŏngnŭn'gunyo
- 역량 yŏngnyang
- 십리 simni
- 같이 kach'i
- 않다 ant'a

Esempi in cui la pronuncia prevale sulle regole:
Occasionalmente, due o più parole hanno la stessa scrittura in hangŭl ma significati diversi a seconda della loro pronuncia. Per questo motivo, la latinizzazione si adatta in forma tale che sia possibile apprezzare questa differenza.
- 外科 (외과) oekwa (pronuncia: 외꽈 oekkwa), "chirurgia" (opposto a: 外踝 (외과) oegwa, "osso esterno della caviglia")
- 안다 anta (pronuncia: 안따 antta) e loro coniugazione: 안고 anko (pronuncia: 안꼬 ankko)  (di norma, tutti i verbi terminanti in -ㄴ다 (pronuncia: -ㄴ따 ntta) e -ㅁ다 (pronuncia: -ㅁ따 mtta) si trascrivono come nta e mta eccetto nelle terminazioni del gerundio -ㄴ다/-는다, che si trascrivono come nda o nŭnda)
- 올해 서른여덟입니다. Orhae sŏrŭnnyŏdŏlbimnida.
- 좋은 choŭn, "buono"

## Variante nordcoreana
Nella variante nordcoreana del McCune-Reischauer, le consonanti aspirate non si rappresentano con un apostrofo bensì aggiungendo una h. Ad esempio, 평안 si trascrive come Phyongan, mentre con il sistema originale dovrebbe trascriversi come P'yŏngan.

## Variante sudcoreana
Nella variante sudcoreana, che fu stabilita come sistema di latinizzazione ufficiale dal 1984 al 2000, 시 si trascrive come shi, mentre con il sistema originale sarebbe si. Allo stesso modo, altri suoni come 샤, 셔 e così via, in cui la pronuncia del carattere ㅅ è più vicina a sh che a s, si latinizzano come sh invece che come s.  Il sistema originale impiega sh solo nella combinazione 쉬, come shwi.
ㅝ si trascrive come wo anziché come wŏ. Poiché il dittongo w (ㅗ o ㅜ come semivocali) seguito da o (ㅗ) non esiste nella fonetica coreana, il governo sudcoreano omise il simbolo diacritico in wŏ.
Si utilizzano i trattini per distinguere tra ᆫᄀ (rispettivamente carattere n e carattere g) e ᄋ (carattere pronunciato come  ng se va alla fine della sillaba) invece degli apostrofi come nel sistema originale. Gli apostrofi in questa variante si utilizzano solo per segnare i suoni aspirati.
L'aspirazione segnata da un carattere ㅎ (h aspirata) iniziale si indica con un apostrofo. Es.: 직할시 (直轄市) si scrive chik'alshi, mentre utilizzando il sistema originale sarebbe chikhalsi.